# Гарі О'Ніл
Гарі Пол О'Ніл (англ. Gary Paul O'Neil; нар. 18 травня 1983, Лондон) — англійський футбольний тренер і колишній футболіст, що грав на позиції центрального півзахисника. З 2023 року очолює тренерський штаб команди «Вулвергемптон Вондерерз».

## Клубна кар'єра
У дорослому футболі дебютував 1999 року виступами за «Портсмут», в якому провів з перервами вісім сезонів, взявши участь у 174 матчах чемпіонату.
У 2003–2004 рік грав на правах оренди за «Волсолл» та «Кардіфф Сіті».
Своєю грою привернув увагу представників тренерського штабу «Мідлсбро», до складу якого приєднався влітку 2007 року. Відіграв за клуб з Мідлсбро наступні три з половиною сезони своєї ігрової кар'єри. Більшість часу, проведеного у складі «Мідлсбро», був основним гравцем команди.
До складу клубу «Вест Гем Юнайтед» приєднався 2011 року. Наразі встиг відіграти за клуб з Лондона 47 матчів в національному чемпіонаті.

## Виступи за збірну
2002 року у складі юнацької збірної Англії (U-19) був учасником чемпіонату Європи в Норвегії серед однолітків.
Протягом 2003–2004 років залучався до складу молодіжної збірної Англії. На молодіжному рівні зіграв у 9 офіційних матчах.